# Stelletta globulariformis
Stelletta globulariformis är en svampdjursart som först beskrevs av Wilson 1902.  Stelletta globulariformis ingår i släktet Stelletta och familjen Ancorinidae.
Artens utbredningsområde är Puerto Rico. Inga underarter finns listade i Catalogue of Life.